# Centre d'études franco-russe de Moscou
 (avril 2018).
Le Centre d'études franco-russe de Moscou (CEFR) – naguère Centre franco-russe de recherches en sciences humaines et sociales de Moscou (CFRM) – est un centre de recherche, faisant partie du réseau des instituts français de recherche à l'étranger (UMIFRE), placé sous la double tutelle du ministère de l'Europe et des Affaires étrangères et du CNRS (USR 3060).

## Missions
Le CEFR a pour mission de stimuler les recherches en sciences humaines et sociales sur l’ensemble de la fédération de Russie et il étend son action à d'autres États d’Europe orientale post-soviétique (Ukraine, Biélorussie, Moldavie). Sa vocation est d’être à la fois un centre de recherches pluridisciplinaire, un lieu de coopération entre chercheurs français et russes, un lieu de formation et d’accueil pour les jeunes chercheurs et enfin un lieu de valorisation de la coopération scientifique.
Il vise à promouvoir et favoriser les échanges scientifiques entre la France et la Russie dans tous les domaines des sciences de l’homme et de la société. Il collabore avec les centres de recherches russes, français et européens pour l’élaboration de projets de recherche, l’organisation de colloques et de conférences. Le CEFR accueille à Moscou des rencontres, journées d’études ou ateliers organisés à l’initiative de chercheurs russes et français. Il promeut également la publication des travaux issus de ces rencontres dans des revues scientifiques, des ouvrages collectifs ou sur son site.